# Indigofera nummulariifolia
Espèce
Synonymes
- Acanthonotus echinatus (Willd.) Benth.[1]
- Hedysarum erinaceum Poir.[1]
- Hedysarum nummularifolium L.[1]
- Hedysarum rotundifolium Vahl[1]
- Indigofera echinata Willd.[1]
- Indigofera nummularifolia (L.) Alston[1]
- Onobrychis cuneifolia (Roth) DC.[1]
- Onobrychis rotundifolia (Vahl) Desv.[1]

Indigofera nummulariifolia est une espèce de plantes à fleurs de la famille des Fabaceae et du genre Indigofera, présente en Afrique tropicale et en Asie.